# Głębokość wnikania Londonów
Głębokość wnikania Londonów – odległość charakterystyczna dla danego nadprzewodnika, wykorzystywana do opisu pola magnetycznego w jego wnętrzu. Pozwala określić, jak szybko wartość indukcji magnetycznej maleje wraz z zagłębianiem się w nadprzewodnik. Pełni ona kluczową rolę w równaniach Londonów, które wiążą to pole z gęstością prądu w nadprzewodniku. Jest ona z definicji równa:
{\displaystyle \lambda _{L}=\left({\frac {m}{\mu _{0}nq^{2}}}\right)^{\frac {1}{2}}},
gdzie:
{\displaystyle \lambda _{L}} – głębokość wnikania Londonów,
{\displaystyle m} – masa nośnika ładunku,
{\displaystyle \mu _{0}} – przenikalność magnetyczna próżni,
{\displaystyle n} – koncentracja nośników ładunku,
{\displaystyle q} – ładunek elektryczny nośnika.
Typowe wartości głębokości wnikania leżą w przedziale od 50 do 500 nm.
Głębokość wnikania ma również fizyczną interpretację. Mianowicie, jeśli rozpatrzymy nadprzewodnik zajmujący półprzestrzeń, poza którym indukcja pola magnetycznego wynosi {\displaystyle B_{0},} to w oparciu o równania Londonów można udowodnić, że indukcja magnetyczna wewnątrz nadprzewodnika w odległości {\displaystyle x} od jego powierzchni wynosi:
{\displaystyle B(x)=B_{0}\exp \left(-{\frac {x}{\lambda _{L}}}\right).}
Oznacza to zatem, że głębokość wnikania dla danego nadprzewodnika jest to odległość, na której pole wewnątrz niego maleje o czynnik {\displaystyle e.}
Nazwa pochodzi od nazwiska braci Fritza i Heinza Londonów, którzy wyprowadzili te równania.